# 오클랜드 그래머 스쿨

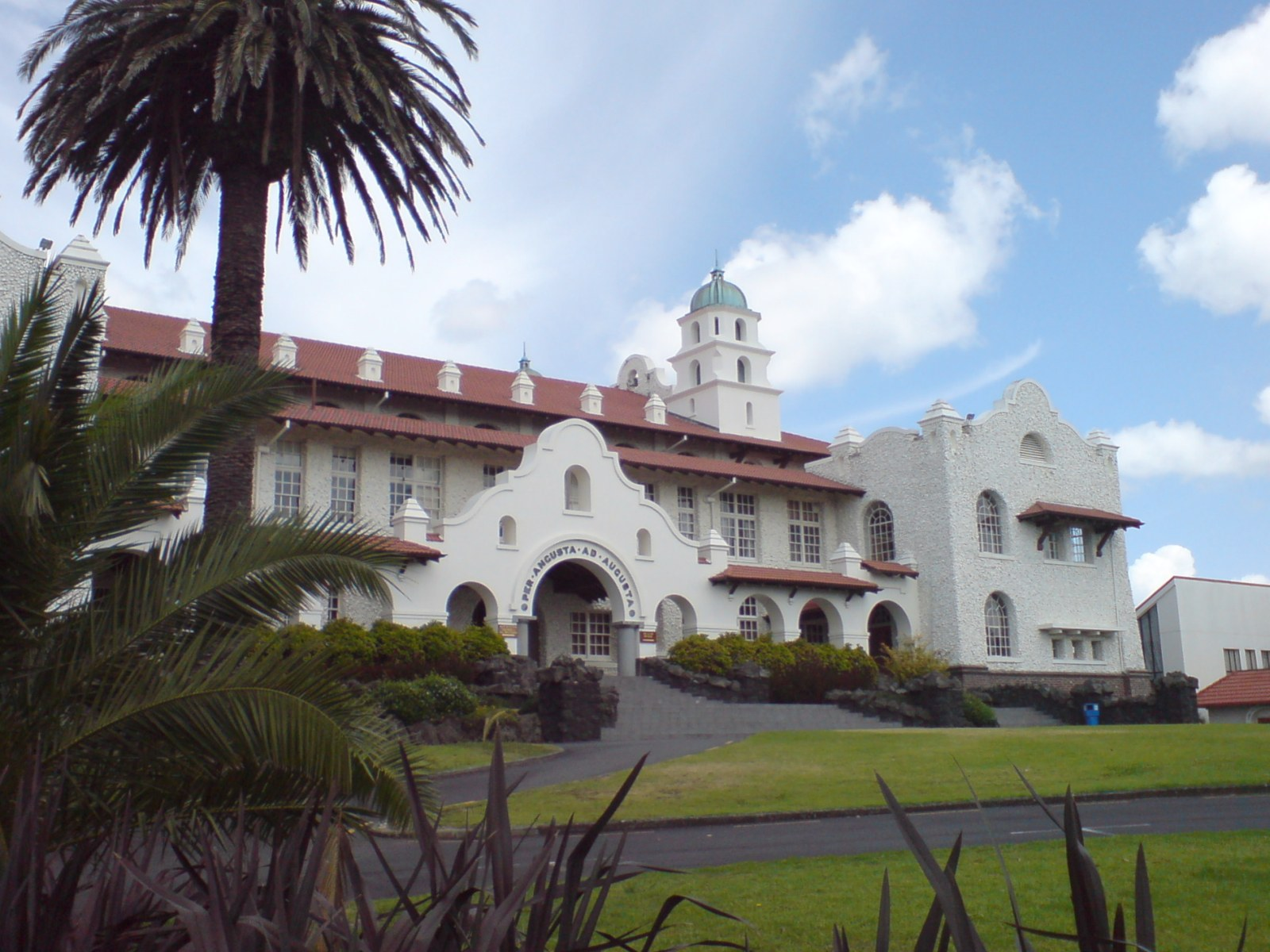
오클랜드 문법 학교

오클랜드 그래머 스쿨(Auckland Grammar School)는 뉴질랜드 오클랜드에 있는 주립 남자 중고등학교이다. 뉴질랜드에서 규모가 큰 학교에 속하며 수업을 받을 수 있는 학년은 9학년부터 13학년이고, 작은 기숙사가 근처에 있다.

## 위치 및 시설
본교는 시내 중심지에 있으며 고속도로 및 철도역에 가깝다. 시내 중심가와 인접한 엡솜 지역의 16헥타르에 달하는 대지 위에 대강당, 인조잔디 하키장, 인조잔디 테니스장, 온수 수영장, 여러 개의 운동장, 2개의 체육관, 음악실, 도서관 및 새로 지은 정보기술관 등의 시설을 가지고 있다. 본교는 또한 루아페후 산 스키장에서 30분 거리에 있는오하쿠네에 야외 교육 센터를 가지고 있다.

## 교육 과정
본교에서는 NCEA(학업 성취도 국가 자격증)를 위한 교과과정은 물론 세계적으로 인정받는 CIE(Cambridge International Exams)를 위한 교과과정도 가르친다.
CIE 교과과정은 다음과 같다:
- IGCSE (11학년)
- AS (12학년)
- A2 (13학년)
- 수업 과목:

회계, 생물, 비즈니스, 화학, 고전연구, 경제, 영어, 불어, 지리, 그래픽, 역사, 미술사, 일어, 라틴어, 스페인어, 수학(미적분 및 통계), 음악, 물리, 실용미술, 체육, 디자인 및 기술

## 본교의 특징
본교에서는 학생들이 각자 자신의 역량을 최대한 발휘하도록 동기를 부여해 준다. 각 학년마다 학생들의 실력 수준에 따라 우열반으로 학급을 편성하여 운영하고 있다.

## 과외 활동
본교에서는 학생들에게 다양한 문화 및 스포츠 활동의 기회를 제공한다. 또한 학생들의 필요와 흥미를 충족시킬수 있도록 끊임없이 이러한 활동범위를 확대해 나간다. 문화 활동에는 체스, 토론, 연극, 전자, 영화 연구, 언론학, 음악, 사진, 마오리 전통춤 및 노래, 사모아 및 통가 문화 활동 등이 있다. 스포츠 활동에는 합기도, 배드민턴, 농구, 카누, 크리켓, 사이클링, 펜싱, 헤리어스 축구,하키, 스카이다이빙, 조정, 럭비, 스쿠버 다이빙, 축구, 스쿼시, 수영, 탁구, 테니스, 3종 경기, 수구, 역도, 레슬링, 요트 레이스 등이 있다.

## 해외학교 및 유학생과의 관계
본교는 피지, 사모아, 통가, 베트남, 태국, 한국, 일본, 홍콩, 대만, 중국, 호주, 아르헨티나, 브라질, 독일, 영국, 미국 및 캐나다 등지의
학교들과 유대 관계를 맺고 있다. 위에 열거한 국가에서 교환 학생들이 와서 본교에서 공부를 하거나 단체들이 자주 본교를 방문한다.

## 학생 복지
본교에는 유학생 담당 디렉터와 영어지원 담당 교사가 있어 이들이 함께 모든 유학생들의 복지를 돌보고 학업의 제반 사항을 보살펴
준다. 또한 풀타임으로 근무하는 전담 카운슬러가 있어 필요한 지원을 해 준다.

## 같이 보기
- 문법학교